# Holopedium
Holopedium is een geslacht van kreeftachtigen uit de klasse van de Branchiopoda (blad- of kieuwpootkreeftjes).

## Soort
- Holopedium gibberum Zaddach, 1855